# Villa las Rosas, Las Margaritas
Villa las Rosas är en ort i Mexiko.   Den ligger i kommunen Las Margaritas och delstaten Chiapas, i den sydöstra delen av landet, 900 km öster om huvudstaden Mexico City. Villa las Rosas ligger 1 169 meter över havet och antalet invånare är 183.
Terrängen runt Villa las Rosas är huvudsakligen lite bergig. Villa las Rosas ligger nere i en dal. Runt Villa las Rosas är det ganska glesbefolkat, med 30 invånare per kvadratkilometer. Närmaste större samhälle är San Isidro, 11,2 km sydost om Villa las Rosas. I omgivningarna runt Villa las Rosas växer i huvudsak städsegrön lövskog.